# Florence Faure
Florence Faure, née en décembre 1959 à Alger, est une danseuse suisse, professeure de danse classique et créatrice de l'Atelier.le.loft. 
En 1979, elle commence sa carrière à Marseille  au Ballet national de Marseille dirigé par Roland Petit.
En 1986, elle travaille en tant que soliste à Maurice Béjart à Bruxelles, le ballet du XXe siècle. 

## Biographie

### Origines et enfance
Florence Faure naît en décembre 1959 en Algérie,,. Enfant, elle pratique la danse, mais sa mère souhaite qu'elle devienne danseuse et projette sur elle ses propres aspirations. Elle a un intérêt particulier pour la vie d'artiste.

### Études
Elle se forme au Centre international de danse de Rosella Hightower à Cannes.
En 1993, elle est diplômée d’État en tant que professeure de danse classique et contemporaine par le ministère français de la Culture. 
En 2008, elle obtient un diplôme en gestion culturelle à l'université de Genève et de Lausanne. 

### Carrière professionnelle

#### Sur scène
Sa carrière de danseuse commence en 1979 au Ballet national de Marseille dirigé par Roland Petit,, avec comme partenaires Patrick Dupont et Mikaïl Barychnikov. Elle rejoint ensuite le ballet de l’opéra de Lyon en 1985, puis celui de Nancy. 
En 1986, elle rejoint Maurice Béjart à Bruxelles, le ballet du XXe siècle. En tant que soliste, elle interprète les rôles principaux,. Elle se fait ensuite une place à Béjart Ballet Lausanne, ou elle travaille avec Maurice Béjart, Roland Petit et Serge Lifar, lesquels ont notamment créé des chorégraphies uniquement pour elle. Elle fait ainsi un tour de monde des scènes les plus prestigieuses : l’opéra de Paris, le Metropolitan Opera ou encore le Kirov à Saint-Pétersbourg. 
En 1990, Florence Faure quitte le Béjart Ballet Lausanne accompagnée du chorégraphe Serge Campardon, avec qui elle se marie. Ensemble, ils animent la Compagnie Nomades-Le Loft. En 1999, elle joue Palès, la divinité du printemps, lors de la Fête des Vignerons. 

#### Au cinéma et à la télévision
En novembre 1985 sort le film Soleil de nuit, dans lequel elle danse aux côtés de Patrick Dupond, Jorge Donn et Mikhaïl Barychnikov. Sa carrière au cinéma se prolonge avec un rôle dans le court métrage À force de partir, je suis resté chez moi, de Jean Bovon (1990) et dans la série télévisée Champs-Élysées. Elle fonde sa propre compagnie, Nomades, avec un soliste du Béjart Ballet Lausanne, Serge Campardon ; avec cette compagnie elle crée de nombreux spectacles et chorégraphies[réf. nécessaire], comme une interprétation de Pierre et le Loup de Prokoviev en 2007.  
Elle fait partie de l'un des trois jurés pour l'émission de la Radio télévision suisse Alors on danse en 2017, aux côtés du danseur et chorégraphe Costel Surbeck et du patineur Stéphane Lambiel. 

#### Création de l'Atelier.le.loft
Florence Faure crée en 2003 l’Atelier.le.loft, puis en 2013 le premier stage international avec internat en Suisse romande, et enfin en 2014, la structure cantonale poly-sportive et artistique, Atelier.le.loft Danse-Etudes.
En 2014, sous son impulsion, le canton de Vaud créée la structure sports-arts-études (SAE) à Vevey. Proche de celle de Béthusy-Lausanne déjà existante, cette institution œuvre depuis 2003 pour « permettre à ceux qui le souhaitent d'intégrer ensuite une école de danse professionnelle, même si tous n'envisagent de faire carrière ».
Elle est reconnue par la fédération Jeunesse et Sport gymnastique danse en 2012.

### Vie privée
Florence Faure est mariée au chorégraphe Serge Campardon, avec qui elle a un fils. Ils vivent ensemble à Vevey.

## Prix
En 2017, elle remporte le Prix de l'éveil à Lausanne de la Fondation vaudoise pour la culture, en collaboration avec Kathryn Bradney et Igor Piovano.